# Orquesta Aragón
L'Orquesta Aragón fu fondata il 30 settembre del 1939, da Orestes Aragón Cantero a Cienfuegos, Cuba. All'inizio si chiamava Ritmica Aragón. Sebbene non siano stati i creatori del cha cha cha, sono stati la migliore charanga di Cuba degli anni '50 e '60. La band è riuscita a mantenere l'attenzione del pubblico per così tanti anni grazie alla straordinaria bravura dei musicisti e alle innovazioni ritmiche che li hanno mantenuti "attuali". Cominciarono con la danzoneria, per poi ampliare il repertorio stilistico al cha cha cha, quindi all'onda cha, pachanga e son. Si esibiscono ancora oggi a L'Avana.

## Primi anni
All'inizio era formata da otto membri: Orestes Aragon (contrabbasso); Filiberto Depestre (primo violino); Hilario René González (secondo violino); Rufino Roque (piano); Efraín Loyola (flauto); Orestes Varona (timbales); Noelio Morejon (güiro); & Pablo Romay (voce). Quando Aragón si ammalò nel 1948, divenne leader Rafael Lay Apesteguía e la band entrò nella sua seconda fase

## Gli anni '50
Nel 1950 l'orchestra fece il suo primo viaggio a L'Avana e nel 1953. Lay cambiò i musicisti in base alle sue idee personali. Era in quegli anni che il danzón cominciava a svanire mentre il cha cha cha aumentava la sua popolarità. Fu cambiato il flautista con Rolando Lozano. Pepe Olmo divenne il cantante e, quando Lozano andò in Messico nel 1954, fu sostituito da Richard Egües. Nell'agosto del 1955 Celso Valdés fu aggiunto come violinista. I membri ufficiali dell'orchestra dell'epoca erano: Pepe Olmo e Rafael Lay (voci), Lay, Filiberto Depestre e Celso Valdés (violini), Pepe Palma (piano), Jose Beltran (contrabbasso), Panchito Arbolaez (güiro), Orestes Varona (timbales) e Guido Sarria (congas). Sia Lay che Egües avevano spiccate capacità di arrangiatori e compositori. Tra il 1955 e il 1958, l'Orquesta Aragon incise quattro LP per la casa RCA. Durante questo periodo incisero un centinaio di brani, molti dei quali non sono mai stati pubblicati. Alcuni di questi erano: Macuto, Por esta adoracion, El trago, Gallo y gallina e Cha Cha Cha navideño.
Tra il 1958 e il 1959 ci fu una "sostituzione" all'interno dell'orchestra: Pedro Depestre sostituì il padre, Filiberto, al violino e nel gennaio del 1959 Rafael Bacallao fu aggiunto come voce. Ora c'erano tre voci; Bacallao era anche un ballerino e i suoi balletti durante gli spettacoli estasiavano il pubblico. Sempre nel 1959 l'Orquesta incise il suo primo album con la nuova formazione.
Nel 1982 Richard Egües divenne il leader, dopo la morte di Rafael Lay. Durante il periodo rivoluzionario si esibirono in più di trenta Stati.

## Discografia
- 1956 - Cha Cha Cha (RCA)
- 1978 - Ritmo Cha-onda
- 1979 - Danzones De Ayer Y Hoy (Discuba)	LPD-515
- 1988 – Aragónes en la Onda del la Alegria (Discmedi)
- 1990 - Orquesta Aragon & Fajardo Y Sus (Thl)
- 1992 – La cubanisima Orquesta Aragon (Egrem)
- 1992 – Chachachá's Que Hicieron Epoca
- 1992 – Heart of Havana, Vol. 1
- 1993 – Chaonda
- 1994 - De nuevo
- 1995 – Cojale El Gusto a Cuba (Discuba)
- 1995 – Sabrosona (Sony Music Distribution)
- 1995 – Ritmo Cha-Onda
- 1995 - Segunda Generacion (Kubaney)
- 1996 – Aragónes Entre Amigos (Discmedi)
- 1996 – Corazon de Cuba (Salsoul)
- 1997 – chachacháranga (Candela)
- 1997 – Cuba Es una Maravilla
- 1998 – Si Sabes Bailar Mi Son (IMD)
- 1998 – Baila Carola (Exotica)
- 1998 - Cuba Immortales
- 1998 - Quien sabe, sabe (Egrem)
- 1999 – La Insuperable (Sarabanda)
- 1999 – Orquesta Aragón, Vol. 1
- 1999 – La Charanga Eterna (Egrem)
- 2000 - Havana 1950
- 2001 – Siempre Charanga
- 2001 – Orquesta Aragón, Vol. 2, 3 y 4
- 2001 – Comin' at U!
- 2001 – La Nueva Orquesta Aragón
- 2001 – En Route (Egrem)
- 2002 – Bongo y Charanga
- 2003 – Los Tamalitos de Olga...
- 2009 - The 70th Anniversary Album
- 2009 - Afia a Cuba

	Charanga, Cha-Cha, Danzon, Guajira, Son